# Banwari Trace
Banwari Trace é um sítio arqueológico do período arcaico, datado cerca de 5000 a.C., considerado o assentamento humano mais antigo do Caribe até o momento. O sítio está localizado na borda sul da Lagoa Oropuche em Trinidade e Tobago.

## História
Há vestígios do primeiro assentamento nesta área em torno de 5400 a.C. Foi escolhido a beira do lago, que naquele período possuía água doce ou de características pantanosas. A principal fonte de alimento era a carne de porco e de veado.
Cerca de 4200 a.C., uma nova migração ocupou o lugar, vindos das Pequenas Antilhas. A água do lago, neste período, se tornou salobra e a principal fonte de alimento passou a ser peixes e caranguejos, também passaram a comer ostras e aumentaram o consumo de pássaros. Aumentaram a utilização de pequenas pontas de flechas feitas de ossos e começaram a utilizar pilões de pedras.

## Descoberta
Entre 1969 e 1970, a Sociedade Histórica de Trindade e Tobago, chefiado por Peter O’Brien Harris, durante estudos da região, encontraram artefatos como pontos de projéteis feitos de osso, anzóis de dente de queixada, agulhas de osso, pilões de pedra e pedras de moagem. Também encontraram evidencias de atividades de forrageamento e horticultura precoce.

Em 1971, a equipe de Harris encontrou um esqueleto humano, bem preservado, enterrado a 20 centímetros de profundidade em posição típica de um antigo sepultamento ameríndio: deitado do lado esquerdo, em posição fetal, no sentido noroeste. Este esqueleto foi denominado o "Homem de Banwari".